# Polyipnus triphanos
Polyipnus triphanos är en fiskart som beskrevs av Schultz, 1938. Polyipnus triphanos ingår i släktet Polyipnus och familjen pärlemorfiskar. Inga underarter finns listade i Catalogue of Life.